# Edward Grey, 1.º Visconde Grey de Fallodon
Edward Grey, 1.º Visconde Grey de Fallodon (Londres, 25 de abril de 1862 – Fallodon, Inglaterra, Reino Unido, 7 de setembro de 1933) foi um político e diplomata inglês e ex-secretário das Relações Exteriores da Grã-Bretanha.

## Vida
Era filho de tenente-coronel George Henry Gray e Harriet Jane Pearson. Casou-se com Dorothy Widdrington em 20 de outubro 1885, casou-se em segundas núpcias com Pamela Adelaide Genevieve Wyndham em 2 de junho de 1922. Estudou no Winchester College, em Hampshire.
Adepto do "Novo Liberalismo", atuou como secretário de Relações Exteriores de 1905 a 1916, o mais longo mandato contínuo de qualquer titular desse cargo. Ele renovou a aliança de 1902 com o Japão em 1911. A peça central de sua política era a defesa da França contra a agressão alemã, evitando uma aliança vinculante com Paris. Apoiou a França nas crises marroquinas de 1905 e 1911. Outra grande conquista foi a entente anglo-russa de 1907. Ele resolveu um conflito pendente com a Alemanha sobre a ferrovia de Bagdá em 1913. Sua ação mais importante veio na crise de julho em 1914, quando liderou a Grã-Bretanha na Primeira Guerra Mundial contra a Alemanha. Ele convenceu o gabinete liberal de que a Grã-Bretanha tinha a obrigação e a honra de defender a França e impedir a Alemanha de controlar a Europa Ocidental. Uma vez que a guerra começou, havia pouco papel para sua diplomacia; ele perdeu o cargo em dezembro de 1916. Em 1919 ele era um dos principais apoiadores britânicos da Liga das Nações.
Foi quando exercia seu secretariado nas Relações Exteriores da Grã-Bretanha que eclodiu a Primeira Guerra Mundial. É autor da célebre frase "As Luzes se apagam em toda a Europa, não voltaremos a vê-las acender-se em nosso tempo de vida", dita no dia em que a Grã-Bretanha e Alemanha foram à guerra, em 4 de agosto de 1914.
Ele assinou o Acordo Sykes-Picot em 16 de maio de 1916. Ele foi enobrecido em 1916, antes de ser o 3º Baronete Gray de Fallodon, e foi embaixador nos Estados Unidos entre 1919 e 1920 e líder da o Partido Liberal na Câmara dos Lordes entre 1923 e 1924.
Com a ascensão de Lloyd George ao poder como primeiro-ministro em dezembro de 1916, Grey foi substituído por Arthur Balfour como secretário das Relações Exteriores. Posteriormente se tornou líder da Câmara dos Lordes.
Morreu em 7 de setembro de 1933 aos 71 anos.

## Trabalhos
- Fly Fishing (1899, 1929 dois novos capítulos foram adicionados)
- Cottage Book. Itchen Abbas, 1894–1905 (1909)
- On Sea trout. (1913)
- The League of Nations. Londres: Oxford University Press. 1918
- Recreation (1920)
- Twenty-Five Years, 1892-1916. (1925)
- Fallodon Papers (1926)
- The Charm of Birds (Hodder and Stoughton, 1927)